# Panagiotis Iliopoulos

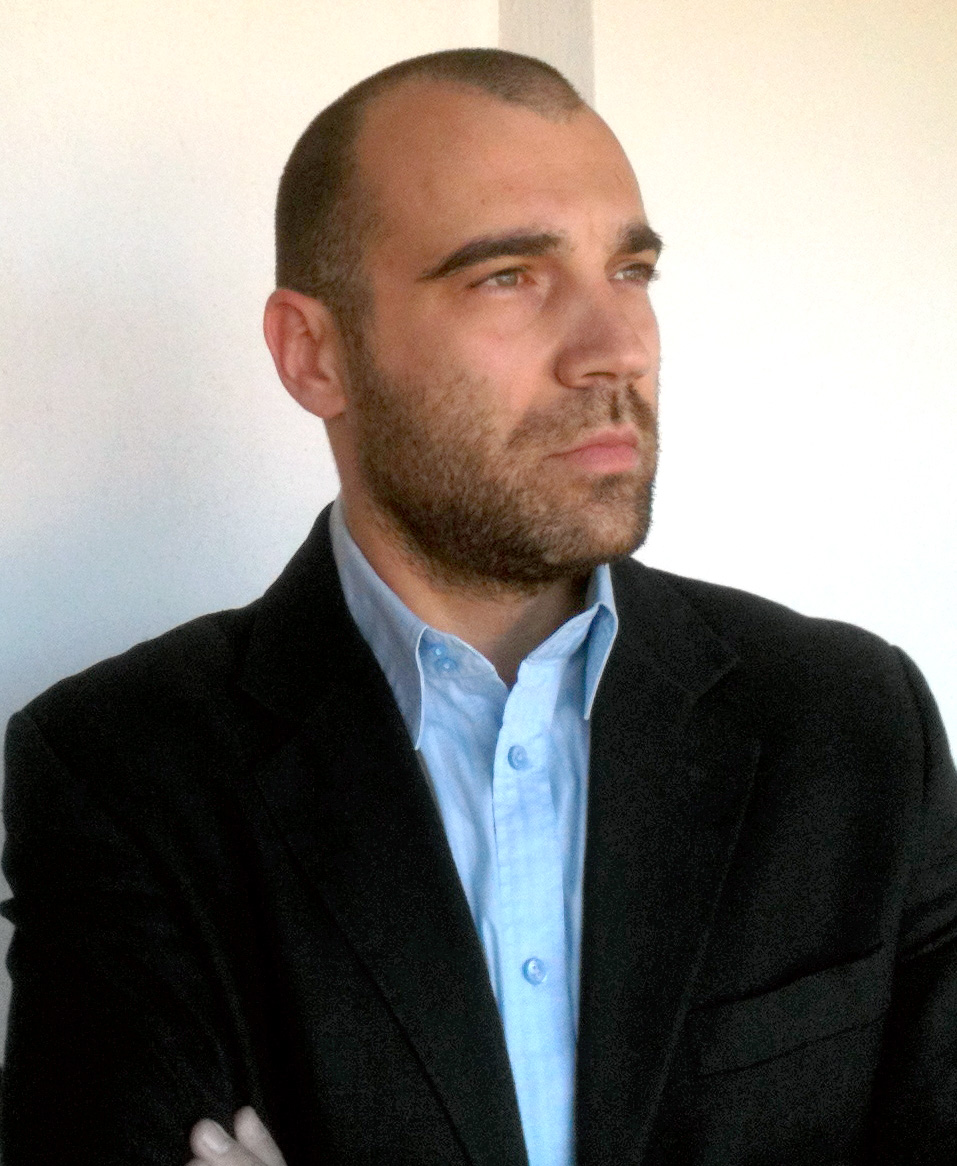
Panagiotis Iliopoulos

Panagiotis Iliopoulos (griechisch Παναγιώτης Ηλιόπουλος, * 1967 in Athen) ist Mitglied der rechtsextremen griechischen Partei Chrysí Avgí. Von der Parlamentswahl in Griechenland Mai 2012 war er bis 2019 Abgeordneter des griechischen Parlaments. Er und andere Mitglieder der Partei wurden im Oktober 2020 wegen der Bildung einer kriminellen Organisation zu mehreren Jahren Haft verurteilt.

## Leben
Im September 2012 kam es in Rafina zu gewalttätigen Angriffen auf Marktverkäufer mit vermeintlichem Migrationshintergrund durch Mitglieder der Chrysí Avgí, zuvor kontrollierten die Abgeordneten Giorgos Germenis und Panagiotis Iliopoulos Verkaufslizenzen.
Ebenfalls im September 2012 tauchte ein Bild von Iliopoulos auf, auf dem auf der Innenseite seines linken Oberarms neben dem tätowierten Logo der Chrysí Avgí auch eine Tätowierung in altdeutscher Schrift mit dem Schriftzug „Sieg Heil“ zu sehen ist.
Im Interview mit der Daily Mail reagierte Panagiotis auf die Frage, was er gegen illegale Immigranten unternehmen werde, mit der Antwort: „Wir werden jeden Einzelnen von Ihnen nach Hause fliegen.“ Auf die Frage, was er gegen die rassistischen Gangs der Chrysí Avgí tun werde, die jeden schlagen, der nicht Grieche ist, antwortete er: „Wir haben Millionen Unterstützer, manche wilderen Elemente. Wir können sie nicht alle kontrollieren.“
Im Januar 2014 wurde Iliopoulos in Untersuchungshaft genommen. Er wird verdächtigt, eine Schlüsselrolle in einer kriminellen Organisation innezuhaben, die für Angriffe auf Migranten verantwortlich gemacht wird.

## Parteikarriere
Iliopoulos ließ sich 2012 in Thessalien für Magnisia zur Wahl aufstellen und wurde in das griechische Parlament gewählt.
Im September 2012 wurde Iliopoulos in Volos festgenommen, nachdem er während Ausschreitungen mit Gegendemonstranten eine Waffe gezogen hatte.
Iliopoulos stellte im Oktober 2012 eine Anfrage an die Universität der Ägäis, wie viele Studierende in den Schlafräumen der Universität Ausländer sind und wie viele Studierende Griechen. Vizerektor Nikos Soulakellis sagte, er fühle sich durch diese Anfrage beleidigt.
Das griechische Parlament stimmte im Oktober 2012 für die Aufhebung der Immunität von Iliopoulos.
Iliopoulos wurde im Mai 2013 des Parlaments verwiesen, weil er Abgeordnete von anderen Parteien beleidigte. Ein SYRIZA – Enotiko Kinoniko Metopo-Abgeordneter sagte, Iliopoulos habe drei Mal „Sieg Heil“ gerufen, bevor er den Saal verließ, nachdem der Sicherheitsdienst gerufen worden war.